# Психопрактика
Психопрактика — методи спрямовані на вплив на психіку людини, групи людей або суспільства в цілому. Може бути неотрефлексованних, завуальована під релігійний ритуал, або, може бути, інструментом самовпливу людини. Зміни психіки можуть бути короткочасні — змінені стани свідомості (ЗСС) і довготривалі — зміни характеру, мотивації, оволодіння новими навичками і розвиток психічних функцій. Психопрактики бувають релігійні та світські. Релігійні впираються на екзотеричні, наприклад сповідь і езотеричні, наприклад «духовні вправи Лойолли» в ісихазмі. Езотеричні психопрактики, як правило, при правильному виконанні, набагато інтенсивніші і, відповідно, ефективніші за екзотеричні. Екзотеричні і езотеричні психопрактики існують в рамках всіх відомих усталених релігійних систем.
Психопрактики можна розглядати під кутом таких парадигм:
- енергетична,
- просторова,
- тимчасова,
- генетична,
- інформаційно-когнітивна.

Вивчаючи антропологічний зміст релігійних психопрактик і пов'язаних з ними переживань, різні автори використовували такі підходи:
- емпіричний,
- енергетичний,
- стурктуктурно-психологічний,
- екзистенційний[1].

«Психопрактики це сукупність психічних зусиль, навичок або занять, усвідомлюваних тими, хто їх практикує, в рамках природного або психологічно-рефлективної самосвідомості і мають своїм об'єктом ті чи інші реальні психічні події і стани, процеси і структури, а метою — досягнення бажаних якостей тілесного і духовного життя, здорового контакту з середовищем, прийнятного рівня загальної життєздатності, особистого значущого, емоційного-ціннісного ладу життя» О. І. Генісаретського.
Психопрактика — узагальнений термін, що позначає сферу і способи використання психологічних знань в практичному житті і діяльності людей.
У 1927 році Л. С. Виготський, обговорюючи кризу у психології, стверджував, що психологічна наука повинна орієнтуватися на психопрактики, психопрактики повинні будуватися з оглядом на інженерію, а сама психологічна теорія нагадувати природну науку. Зокрема, Л. С. Виготський у статті «Історичний сенс психологічної кризи» писав:
«... єдина психологія, в якій потребує психотехніка, повинна бути описово-пояснювальною наукою. Ми можемо тепер додати, що ця психологія, крім того, є наука емпірична, порівняльна наука, яка користується даними фізіології і, нарешті, експериментальна наука ».
Серед релігійних ритуалів існує особливий клас практик, які можна узагальнити назвою «езотеричні психопрактики». Особливість езотеричних психопрактик полягає в тому, що вони мають на меті свідому самозміну особистості
Езотеричні психопрактика, нині рідко збережені в рамках деяких містичних традицій, та використовуються обмеженою кількістю адептів і носить, переважно, прикладний характер.